# Thamnophilus
För fågelsläktet, se Thamnophilus (fågelsläkte).
Thamnophilus är ett släkte av skalbaggar. Thamnophilus ingår i familjen vivlar.

## Arter iThamnophilus, i alfabetisk ordning[1]
- Thamnophilus armicollis
- Thamnophilus asphaltina
- Thamnophilus asphaltinus
- Thamnophilus atramentarius
- Thamnophilus barbicornis
- Thamnophilus barbita
- Thamnophilus barbitus
- Thamnophilus brunnipes
- Thamnophilus carbonaria
- Thamnophilus carbonarius
- Thamnophilus carnifex
- Thamnophilus cerasi
- Thamnophilus duplicata
- Thamnophilus duplicatus
- Thamnophilus flavicornis
- Thamnophilus frontalis
- Thamnophilus ilicis
- Thamnophilus linearis
- Thamnophilus memnonius
- Thamnophilus morosa
- Thamnophilus morosus
- Thamnophilus nitidus
- Thamnophilus olyra
- Thamnophilus pallida
- Thamnophilus pallidus
- Thamnophilus pandura
- Thamnophilus phlegmatica
- Thamnophilus phlegmaticus
- Thamnophilus pruni
- Thamnophilus punctirostris
- Thamnophilus rhina
- Thamnophilus rufa
- Thamnophilus rufus
- Thamnophilus stygia
- Thamnophilus stygius
- Thamnophilus trifoveolata
- Thamnophilus trifoveolatus
- Thamnophilus trucidata
- Thamnophilus trucidatus
- Thamnophilus violaceus